# Гарет Хобарт
Гарет Огастус Хобарт (енгл. Garret Augustus Hobart; Лонг Бранч, 3. јун 1844 — Патерсон, 21. новембар 1899) је био 24. потпредседник Сједињених Држава у периоду од 1897. до 1899, за време владавине председника Вилијама Макинлија. Био је шести амерички потпредседник који је умро за време трајања свог мандата.
Хобарт је рођен у Лонг Бранчу, Њу Џерзи, на атлантској обали, и одрастао је у оближњем Марлбороу. Након што је похађао Рутгерс колеџ, Хобарт се бавио правом са познатим правником Сократесом Татлом из Патерсона. Осим тога, Хобарт се оженио Татловом ћерком, Џени Татл Хобарт. Иако је ретко сам улазио у судницу, Хобарт се обогатио као корпоративни адвокат.
Хобарт је био на локалним управним позицијама, а затим се као републиканац успешно кандидовао за Скупштину Њу Џерзија, и за Сенат Њу Џерзија. Хобарт је био дугогодишњи партијски званичник, и делегати из Њу Џерзија су одлучили да га на Републиканској националној конвенцији 1896. номинују за потпредседника. Хобартови политички ставови су били слични са ставовима Макинлија, за кога се очекивало да ће бити републикански председнички кандидат. Како је Њу Џерзи био битна држава на предстојећим изборима, Макинли и његов блиски сарадник, будући сенатор Марк Хана су одлучили да на конвенцији буде изабран Хобарт. Макинли и Хобарт су победили на председничким изборима.
Као потпредседник, Хобарт је био популарна личност у Вашингтону, и близак саветник Макинлија. Хобартов такт и добар смисао за хумор су били од користи Председнику, као на пример средином 1899, када секретар рата Расел Алгер није схватао да Макинли жели да он напусти положај. Хобарт је позвао Алгера у своју летњу резиденцију у Њу Џерзи, објаснио му ситуацију, и секретар Алгер је поднео оставку Макинлију по повратку у Вашингтон. Хобарт је умро у новембру 1899, од срчане болести са 55 година; његово место у трци за потпредседника на изборима 1900. је заузео гувернер Њујорка, Теодор Рузвелт.